# 슈레이 문

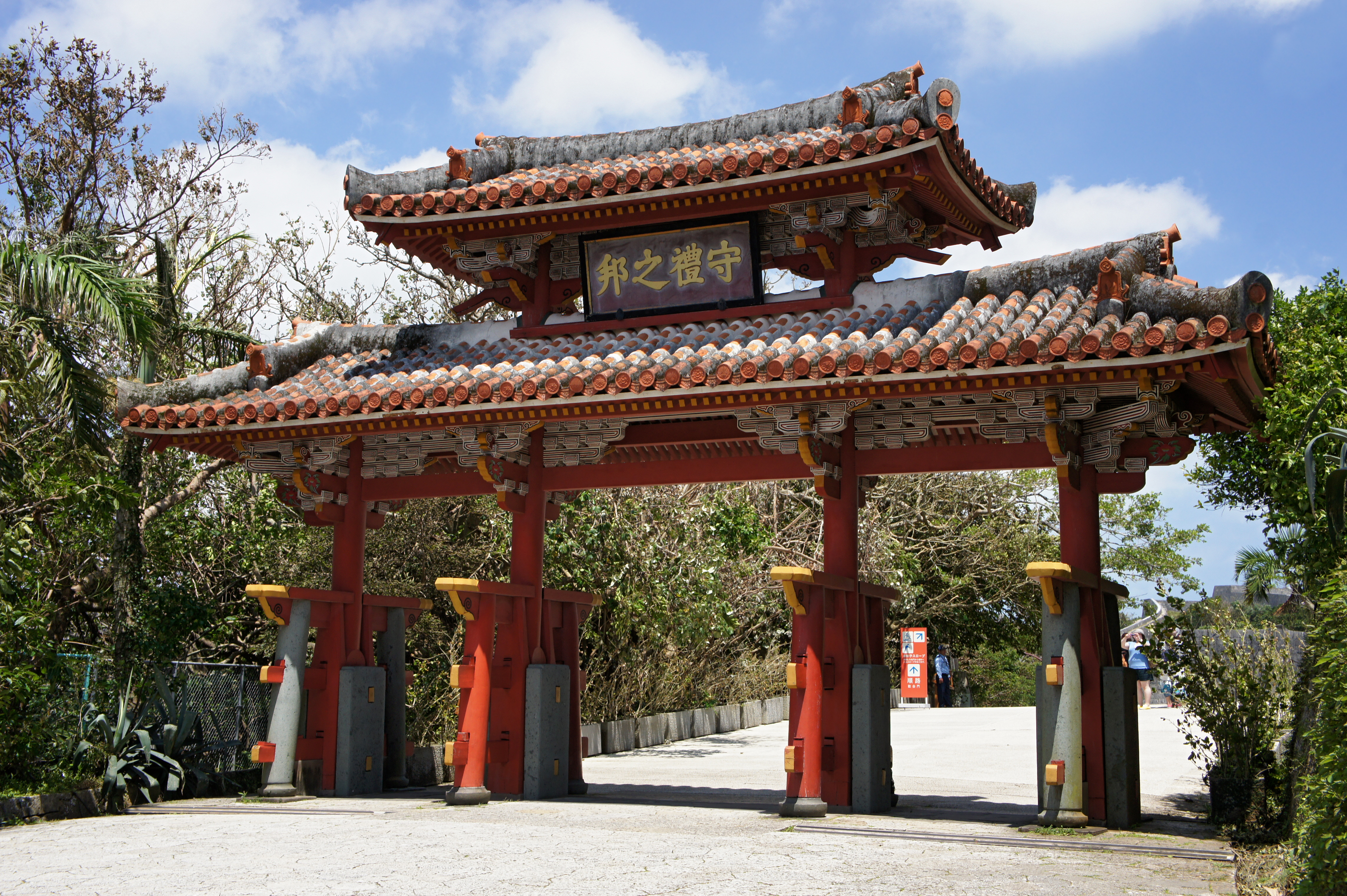
슈레이 문

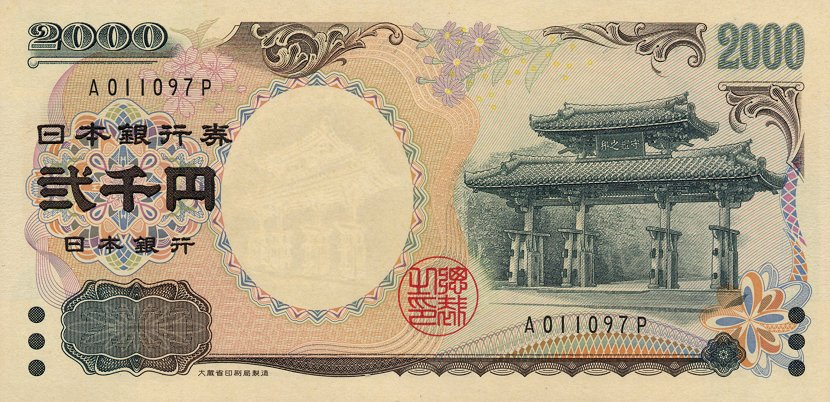
슈레이 몬을 포함한 2000엔 지폐

슈레이 문(일본어: 守礼門 슈레이몬,수례문[*])은 일본 오키나와현 나하시 슈리 주변에 있는 문이다. 오키나와현 지정 유형 문화재이다.

## 같이 보기
- 슈리성
- 패방
- 구스쿠
- 부석사 무량수전